# General MIDI
General MIDI або GM — стандарт для MIDI-сумісних синтезаторів. GM розроблено MIDI Manufacturers Association (MMA) та Japan MIDI Standards Committee (JMSC) і оприлюднена 1991 року. Офіційна специфікація доступна англійською та японською мовами.
GM вдосконалює кілька вимог у відношенні до абстрактнішої специфікації MIDI 1.0.  Якщо MIDI 1.0 провадить протокол що забезпечує взаємодію інструментів на фундаментальному рівні (наприклад натиснення клавіші на MIDI-клавіатурі спричинить відтворення на підключеному модулі певної ноти), стандарт GM йде далі у двох аспектах: він висуває до усіх GM-сумісних синтезаторів ряд вимог до виконання команд, а з іншого встановлює ряд стандартів на різноманітні параметри і контрольні повідомлення, як наприклад перелік доступних інструментів. 
Зокрема це такі вимоги:
- Підтримка одночасного звучання до 24-х голосів (мінімум 16 мелодичних і 8 ударних)
- Підтримка динаміки (velocity)
- Підтримка одночасно до 16 незалежних каналів (10-й зарезервовано для ударних)
- Підтримка поліфонії на кожному каналі

## Інтерпретація параметрів
GM-інструменти повинні відповідати наступним правилам інтерпретації повідомлень:

### Повідомлення Program Change
В MIDI, тембр певного інструменту або «програма» (program) для кожного з 16 MIDI каналів обирається повідомленням Program Change («вибір програми»), що має параметр Program Number (номер програми). 

### «Мелодичні» інструменти
Наступна таблиця описує відповідність певних тембрів кожній з 128 можливих 
значень параметру Program Numbers для всіх каналів окрім 10-го, що призначений для ударних інструментів. Цей список починається з номера 0 (а не 1), використовуючи усі можливі значення 7-бітного  кодування (0-127), яке застосовується для повідомлення MIDI Program Change. 
| №                             | Стандартна англійська назва | Інструмент                              |
| Клавішні                      | Клавішні                    | Клавішні                                |
| ----------------------------- | --------------------------- | --------------------------------------- |
| 1                             | Acoustic Piano              | фортепіано                              |
| 2                             | Bright Piano                | фортепіано                              |
| 3                             | Electric grand piano        | Електропіаніно                          |
| 4                             | Honky-tonk Piano            | Розстроєне фортепіано                   |
| 5                             | Electric Piano 1            | Електропіаніно                          |
| 6                             | Electric Piano 2            | Електропіаніно                          |
| 7                             | Harpsichord                 | Клавесин                                |
| 8                             | Clavi                       | Клавінет                                |
| Ударні з визначеною висотою : |                             |                                         |
| 09                            | Celesta                     | Челеста                                 |
| 10                            | Glockenspiel                | Дзвіночки                               |
| 11                            | Music Box                   | Музична скринька                        |
| 12                            | Vibraphone                  | Вібрафон                                |
| 13                            | Marimba                     | Маримба                                 |
| 14                            | Xylophone                   | Ксилофон                                |
| 15                            | Tubular bell                | Дзвони оркестрові                       |
| 16                            | Dulcimer                    | Цимбали                                 |
| Органи та Акордеони:          |                             |                                         |
| 17                            | Drawbar Organ               | Електроорган                            |
| 18                            | Percussive Organ            | Орган з перкусійною атакою              |
| 19                            | Rock Organ                  | Рок-орган                               |
| 20                            | Church organ                | Церковний орган                         |
| 21                            | Reed organ                  | Язичковий орган                         |
| 22                            | Accordion                   | Акордеон                                |
| 23                            | Harmonica                   | Губна гармошка                          |
| 24                            | Tango Accordion             | Танго-акордеон                          |
| Гітари:                       |                             |                                         |
| 25                            | Nylon Guitar                | Гітара (нейлонові струни)               |
| 26                            | Steel Guitar                | Гітара (сталеві струни)                 |
| 27                            | Jazz Guitar                 | Джазова гітара                          |
| 28                            | Clean Guitar                | Акустична соло-гітара                   |
| 29                            | Muted Guitar                | Приглушена гітара                       |
| 30                            | Overdriven Guitar           | Гітара з перемодуляцією                 |
| 31                            | Distortion Guitar           | Гітара з еффектом «дісторшн»            |
| 32                            | Harmonic                    | Гітарні гармоніки                       |
| Бас:                          |                             |                                         |
| 33                            | Acoustic Bass               | Контрабас (прийом pizzicato)            |
| 34                            | Fingered Bass (finger)      | Бас-гітара (щипком)                     |
| 35                            | Picked Bass                 | Бас-гітара (медіатором)                 |
| 36                            | Fretless Bass               |                                         |
| 37                            | Slap Bass 1                 | Слеп                                    |
| 38                            | Slap Bass 2                 | Слеп                                    |
| 39                            | Synth Bass 1                | Синтезований бас                        |
| 40                            | Synth Bass 2                | Синтезований бас                        |
| Струнні:                      |                             |                                         |
| 41                            | Violin                      | Скрипка                                 |
| 42                            | Viola                       | Альт                                    |
| 43                            | Cello                       | Віолончель                              |
| 44                            | Double bass                 | Контрабас                               |
| 45                            | Tremolo Strings             | Тремолюючі струнні                      |
| 46                            | Pizzicato Strings           | Струнні, прийом pizzicato               |
| 47                            | Orchestral Harp             | Арфа                                    |
| 48                            | Timpani                     | Литаври                                 |
| Ансамблі:                     |                             |                                         |
| 49                            | String Ensemble 1           | Група струнних                          |
| 50                            | String Ensemble 2           | Група струнних (з повільною атакою)     |
| 51                            | Synth Strings 1             | Синтетичні струнні                      |
| 52                            | Synth Strings 2             | Синтетичні струнні (з повільною атакою) |
| 53                            | Voice Aahs                  | Хорове «а»                              |
| 54                            | Voice Oohs                  | Вокальне «о»                            |
| 55                            | Synth Voice                 | Синтетичний голос                       |
| 56                            | Orchestra Hit               | Оркестрове tutti                        |
| Мідні духові:                 |                             |                                         |
| 57                            | Trumpet                     | Труба                                   |
| 58                            | Trombone                    | Тромбон                                 |
| 59                            | Tuba                        | Туба                                    |
| 60                            | Muted Trumpet               | Засурдинена труба                       |
| 61                            | French horn                 | Валторна                                |
| 62                            | Brass Section               | Ансамбль мідних                         |
| 63                            | Synth Brass 1               | Синтетичні мідні                        |
| 64                            | Synth Brass 2               | Синтетичні мідні                        |
| Дерев'яні духові:             |                             |                                         |
| 65                            | Soprano Sax                 | Сопрановий Саксофон                     |
| 66                            | Alto Sax                    | Альтовий Саксофон                       |
| 67                            | Tenor Sax                   | Теноровий Саксофон                      |
| 68                            | Baritone Sax                | Баритоновій Саксофон                    |
| 69                            | Oboe                        | Гобой                                   |
| 70                            | English Horn                | Англійський ріжок                       |
| 71                            | Bassoon                     | Фагот                                   |
| 72                            | Clarinet                    | Кларнет                                 |
| Флейти:                       |                             |                                         |
| 73                            | Piccolo                     | Флейта-пікколо                          |
| 74                            | Flute                       | Флейта                                  |
| 75                            | Recorder                    | Блок-флейта                             |
| 76                            | Pan Flute                   | Флейта Пана                             |
| 77                            | Blown Bottle                | Дмухання в пляшку                       |
| 78                            | Shakuhachi                  | Сякухаті                                |
| 79                            | Whistle                     | Свисток                                 |
| 80                            | Ocarina                     | Окарина                                 |
| Солюючі синтетичні тембри:    |                             |                                         |
| 81                            | Square Lead 1               | звуковий сигнал прямокутної форми       |
| 82                            | Sawtooth Lead 2             | звуковий сигнал у формі пили            |
| 83                            | Calliope Lead               | каліопа                                 |
| 84                            | Chiff Lead                  | —                                       |
| 85                            | Charang Lead                | чаранж (кубинський струнний інструмент) |
| 86                            | Voice Lead                  | синтетичний голос                       |
| 87                            | Fifths Lead                 | сигнал квінтами                         |
| 88                            | Bass&Lead                   | бас і соло                              |
| Педальні синтетичні тембри:   |                             |                                         |
| 89                            | New age                     | тембр у стилі нью-ейдж                  |
| 90                            | Warm Pad                    | «теплий» педальний тембр                |
| 91                            | Polysynth Pad               | «полісинтетичний» педальний тембр       |
| 92                            | Choir Pad                   | хоровий педальний тембр                 |
| 93                            | Bowed Pad                   | смичковий педальний тембр               |
| 94                            | Metallic Pad                | металевий педальний тембр               |
| 95                            | Halo Pad                    | «ореол»                                 |
| 96                            | Sweep Pad                   | ковзний педальний тембр                 |
| Синтетичні ефекти:            |                             |                                         |
| 97                            | rain                        | «дощ»                                   |
| 98                            | soundtrack                  | «звукова доріжка»                       |
| 99                            | crystal                     | «кришталь»                              |
| 100                           | atmosphere                  | «атмосфера»                             |
| 101                           | brightness                  | «яскравість»                            |
| 102                           | goblins                     | «гобліни»                               |
| 103                           | echoes                      | «луна»                                  |
| 104                           | sci-fi                      | «наукова фантастика»                    |
| Етнічні:                      |                             |                                         |
| 105                           | Sitar                       | Ситар                                   |
| 106                           | Banjo                       | Банжо                                   |
| 107                           | Shamisen                    | Сямісен                                 |
| 108                           | Koto                        | Кото                                    |
| 109                           | Kalimba                     | Калімба                                 |
| 110                           | Bagpipe                     | Волинка                                 |
| 111                           | Fiddle                      | скрипка                                 |
| 112                           | Shanai                      | Санай                                   |
| Ударні:                       |                             |                                         |
| 113                           | Tinkle Bell                 | Дзвоник                                 |
| 114                           | Agogo Bells                 | Аґоґо                                   |
| 115                           | Steel Drums                 | Сталеві барабани                        |
| 116                           | Woodblock                   | коробочка                               |
| 117                           | Taiko Drum                  | Таїко                                   |
| 118                           | Melodic Tom                 | Мелодичні том-томи                      |
| 119                           | Synth Drum                  | Синтетичні барабани                     |
| 120                           | Reverse Cymbal              | Креш-Тарілка у реверсі                  |
| Звукові ефекти:               |                             |                                         |
| 121                           | Fret Noise                  | Шум гітарних ладів                      |
| 122                           | Breath Noise                | Звук, що імітує дихання                 |
| 123                           | Seashore                    | Шум моря                                |
| 124                           | Bird Tweet                  | Голоси птахів                           |
| 125                           | Telephone Ring              | Дзвінок телефону                        |
| 126                           | Helicopter                  | Шум вертольоту                          |
| 127                           | Applause                    | Аплодисменти                            |
| 128                           | Gunshot                     | Постріл з рушниці                       |

### Набір ударних

GM Standard Drum Map

Стандарт GM резервує 10-й MIDI канал для ударних без визначеної висоти звуку. Повідомлення Program Change на цьому каналі ігноруються.  Кожна зі 128 можливих номерів нот інтерпретується як окремий інструмент, висота ж звучання цих інструментів не підлягає варіюванню:
| №  | клавіша | Стандартна англійська назва | Інструмент                            |
| -- | ------- | --------------------------- | ------------------------------------- |
| 35 | B0      | Bass drum 1                 | Бас-барабан                           |
| 36 | C1      | Bass drum 2                 | Бас-барабан                           |
| 37 | C#1     | Side stick                  | удар паличкою по обідку барабана      |
| 38 | D1      | Acoustic Snare              | малий барабан                         |
| 39 | D#1     | Hand Clap                   | Плескання долонями                    |
| 40 | E1      | Electric Snare              | електричний малий барабан             |
| 41 | F1      | Low Floor Tom               | низький підлоговий том-том            |
| 42 | F#1     | Closed High Hat             | закритий хай-хет                      |
| 43 | G1      | High Floor Tom              | високий підлоговий том-том            |
| 44 | G#1     | Pedal High Hat              | хай-хет педаллю                       |
| 45 | A1      | Low Tom                     | низький том-том                       |
| 46 | A#1     | Open High Hat               | відкритий хай-хет                     |
| 47 | B1      | Low-mid Tom                 | середній низький том-том              |
| 48 | C2      | High-mid Tom                | середній високий том-том(альт)        |
| 49 | C#2     | Crash Cymbal 1              | Креш-тарілка                          |
| 50 | D2      | High Tom                    | високий том-том(альт)                 |
| 51 | D#2     | Ride Cymbal 1               | Райд-тарілка                          |
| 52 | E2      | Chinese Cymbal              | Китайська тарілка (Чайна)             |
| 53 | F2      | Ride Cymbal Bell            | Райд-тарілка (по центральній частині) |
| 54 | F#2     | Tamburine                   | Бубон                                 |
| 55 | G2      | Splash Cymbal               | Сплеш-тарілка                         |
| 56 | G#2     | Cowbell                     | Альпійський дзвіночок                 |
| 57 | A2      | Crash Cymbal 2              | Креш-тарілка                          |
| 58 | A#2     | Vibraslap                   | Вібраслеп                             |
| 59 | B2      | Ride Cymbal 2               | Райд-тарілка                          |
| 60 | C3      | High Bongo                  | Високий бонго                         |
| 61 | C#3     | Low Bongo                   | Низький бонго                         |
| 62 | D3      | Muted High Conga            | Закрита висока конга                  |
| 63 | D#3     | Open High Conga             | Відкрита висока конга                 |
| 64 | E3      | Low Conga                   | Низька конга                          |
| 65 | F3      | High Timbale                |                                       |
| 66 | F#3     | Low Timbale                 |                                       |
| 67 | G3      | High Agogo                  |                                       |
| 68 | G#3     | Low Agogo                   |                                       |
| 69 | A3      | Cabasa                      |                                       |
| 70 | A#3     | Maracas                     | Маракас                               |
| 71 | B3      | Short whistle               | Короткий свисток                      |
| 72 | C4      | Long Whistle                | Довгий свисток                        |
| 73 | C#4     | Short Guiro                 |                                       |
| 74 | D4      | Long Guiro                  |                                       |
| 75 | D#4     | Claves                      | Клавес                                |
| 76 | E4      | High Woodblkck              | Висока коробочка                      |
| 77 | F4      | Low Woodblkck               | Низька коробочка                      |
| 78 | F#4     | Mute Cuica                  | Закрита куіка                         |
| 79 | G4      | Open Cuica                  | Відкрита куіка                        |
| 80 | G#4     | Mute Triangle               | Закритий трикутник                    |
| 81 | A4      | Open Triangle               | Відкритий трикутник                   |
| 82 | A#4     | Shaker                      |                                       |
| 83 | B4      | Jungle Bells                |                                       |
| 84 | C5      | Belltree                    |                                       |